# Ancora una notte insieme - L'ultimo concerto
Ancora una notte insieme - L'ultimo concerto è un doppio DVD dei Pooh pubblicato nel 2010.
I due DVD documentano gli ultimi due concerti con Stefano D'Orazio; che si sono tenuti al Mediolanum Forum di Assago il 28 ed il 30 settembre 2009 durante il tour della raccolta Ancora una notte insieme.
Il secondo DVD contiene inoltre degli extra come il Backstage, una galleria di foto, un documentario e il videoclip Ancora una notte insieme.

## Tracce

### DVD 1
1. Anni senza fiato
2. Giorni infiniti
3. Buona fortuna
4. Rotolando respirando
5. L'ultima notte di caccia
6. Donne italiane
7. Cercando di te
8. L'altra donna
9. Ci penserò domani
10. Se c'è un posto nel tuo cuore
11. Che vuoi che sia
12. La mia donna
13. Viva
14. Il giorno prima
15. Risveglio
16. Parsifal
17. Terry b
18. Il cielo è blu sopra le nuvole
19. Stai con me
20. Io sono vivo
21. Canterò per te
22. Non siamo in pericolo
23. Domani

### DVD 2
1. In diretta nel vento
2. Mi manchi
3. 50 primavere
4. Stare senza di te
5. Santa Lucia
6. Dove sono gli altri tre
7. Pronto buongiorno è la sveglia
8. Capita quando capita
9. Dimmi di si
10. Ancora una notte insieme
11. Uomini soli
12. Amici per sempre
13. Quello che non sai
14. Vieni fuori
15. Piccola Katy
16. La donna del mio amico
17. Tanta voglia di lei
18. Dammi solo un minuto
19. Noi due nel mondo e nell'anima
20. Nascerò con te
21. Pensiero
22. Chi fermerà la musica

### EXTRA DVD 2
- Backstage Assago
- E questa estate…
- Redazionale Tour 2009
- Ancora una Notte insieme (videoclip)
- Galleria di foto
- Crediti